# Wohn- und Geschäftshaus Cuxhavener Straße 8 und 10

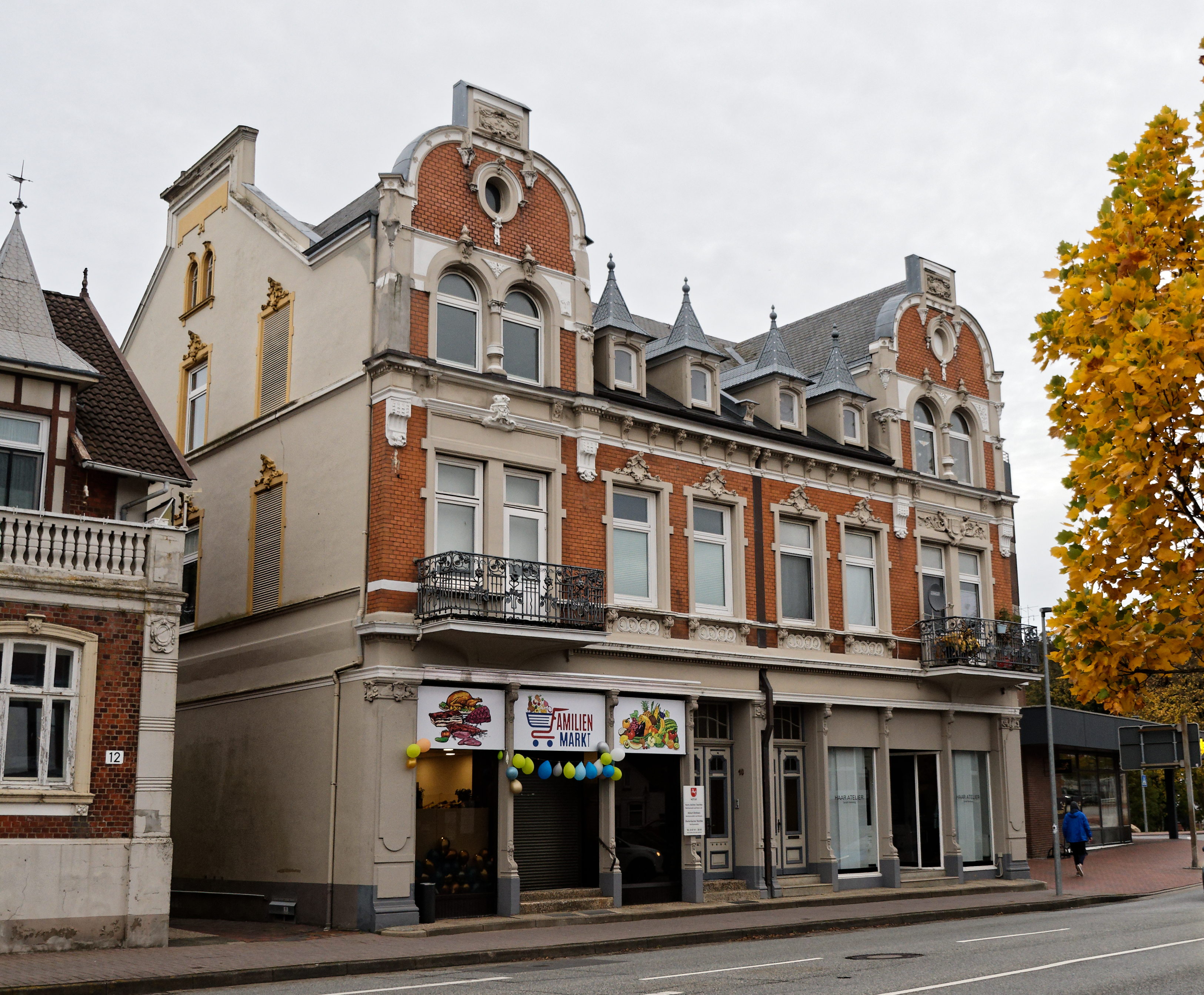
Wohn- und Geschäftshaus Cuxhavener Straße 8 und 10

Das Wohn- und Geschäftshaus Cuxhavener Straße 8 und 10 als zwei Doppelhaushälften in der niedersächsischen Samtgemeinde Land Hadeln, Gemeinde Otterndorf im Landkreis Cuxhaven, wurde im Jahr 1900 errichtet. Aktuell (2024) wird es als Wohnhaus genutzt.
Das Gebäude steht unter Denkmalschutz (siehe auch Liste der Baudenkmale in Otterndorf).

## Geschichte und Beschreibung
Otterndorf war der Hauptort des Landes Hadeln. 1400 erhielt er von Herzog Erich von Sachsen-Lauenburg das Stadtrecht. Am Ende des 19. Jahrhunderts fand eine Süderweiterung des Zentrums mit bedeutsamen Gebäuden statt. Das denkmalgeschützte Ensemble um Cuxhavener Straße und Bahnhofstraße umfasst die Gebäude Post, Schule + Turnhalle, Wohnhäuser, Villa und eine Bank.
Das zweigeschossige traufständige historisierende verputzte Gebäude mit zwei spiegelbildlichen Doppelhaushälften mit schiefergedecktem Satteldach wurde 1900 für den Deutsch-Amerikaner W. Harms gebaut. Seitlich sind jeweils dreigeschossige Giebelrisalite angeordnet, die in einem korbbogigen Giebel mit einem Oculus als Rundfenster enden. Ab dem ersten Obergeschoss ist die Fassade backsteinsichtig mit reicher neubarocker Putzornamentik, im verputzten Erdgeschoss ist die originale Ladenzone erhalten. Erbaut wurde es als Wohn- und Geschäftshaus.
Das Landesdenkmalamt befand u. a.: „… die backsteinsichtigen Bereiche bestimmen die straßenseitigen Fassaden … .“